# Lalla Rookh Museum
Het Lalla Rookh Museum is gevestigd in het gebouwencomplex Lalla Rookh aan de Lalla Rookhweg in Paramaribo, Suriname.
Het museum laat de geschiedenis en het cultureel erfgoed van de  Hindoestaanse bevolkingsgroep in Suriname zien. Het is beperkt open, vrijdags van 18:00 tot 20:00 uur (stand 2022). 
Het museum is in 2016 opgericht met als doel "het onderzoeken, vastleggen, bewaren, tentoonstellen van en informeren over de geschiedenis en het cultureel erfgoed van de Hindostanen". Het museum werd op 5 juni 2016 geopend door vicepresident Ashwin Adhin.    Hij werd bijgestaan door Rammanorath Kartaram, zoon van Brits-Indische contractarbeiders en medeoprichter en bestuurslid van de sociaal-culturele vereniging Shanti Del. De naam van het museum refereert aan het schip de Lalla Rookh. Dit schip bracht in 1873 de eerste contractarbeiders uit Brits-Indië naar Suriname. De aankomst op 5 juni 1873 bij het Fort Nieuw Amsterdam aan de Surinamerivier wordt als de begindatum van de immigratie van de Hindoestaanse contractarbeiders beschouwd.

## Collectie
De collectie van het museum is opgebouwd met hulp van de Hindoestaanse gemeenschap in Suriname. Via de media zijn oproepen gedaan om voorwerpen die van betekenis zijn voor de Hindoestaanse cultuur en geschiedenis aan het museum te schenken of uit te lenen.
De collectie bevat gebruiksvoorwerpen van vroeger zoals oude gereedschappen voor de landbouw en andere ambachten, huishoudelijke gebruiksartikelen, historische documenten en foto’s, religieuze attributen en oude muziekinstrumenten. Ook worden authentieke sieraden, kleding en schoeisel getoond. In het museum staat een originele buriki wagi (ezelskar) opgesteld en er is een replica van een pinahut gebouwd, met bladeren van de pinapalm.
De objecten worden gepresenteerd via een historische tijdlijn: Herkomst (Uttar Pradesh en Bihar) – de overtocht – de aankomst in Suriname en het koeliedepot – contractarbeid – de overgang naar klein landbouw – onderwijs – politiek – integratieberoepen – de onafhankelijkheid – hedendaags leven.

## Activiteiten
Het museum verzorgt iedere maand een activiteit rond een onderwerp uit de Hindoestaanse cultuur  of geschiedenis, zoals een lezing, filmvertoning of workshop. Aansprekende thema’s waren onder meer: Een lezing over de invloed van Bollywood op de Hindoestaanse muziek. Een thema-avond over de opstand op de suikerplantage Mariënburg in 1902. Een workshop stamboomonderzoek. Een lezing van Jerry Egger over Sitapersad, een self-made tolk. Een workshop over het draperen van een sari. Een demonstratie klassieke Indiase muziekstijlen. Een lezing over Hindostaanse vrouwen tijdens de contractperiode 1873 - 1921. Een filmavond met "Mayday in the West", een documentaire over de onderschatte rol van Suriname tijdens de Tweede Wereldoorlog.
Het museum heeft een onderwijsprogramma ontwikkeld gericht op leerlingen van lagere scholen. Zij kunnen kennismaken met de geschiedenis en het cultureel erfgoed van de Hindoestaanse gemeenschap. Het programma laat de leerlingen ervaren wat cultureel erfgoed is en wat het belang hiervan is. Door middel van opdrachten leren de kinderen enkele vaardigheden zoals informatie verzamelen, verwerken en presenteren.